# Victor Keller
Georg Victor Keller (* 14. Mai 1760 in Ewattingen; † 7. Dezember 1827 in Pfaffenweiler) war ein Benediktiner, Priester und Hochschullehrer des Klosters St. Blasien im Schwarzwald.

## Leben
Sein Vater war der Schmiedemeister Benedict Keller von Ewattingen. Nach dem Besuch der Klosterschule in Villingen besuchte er noch für zwei Jahre das Gymnasium in Freiburg. Er war unter anderem Schüler bei Johann Kaspar Ruef und Joseph Umstatt. In Wien studierte er Philosophie und Theologie, besuchte nebenher auch fleißig das Theater und die Oper. 1778 nach einem Besuch in St. Blasien trat er noch im gleichen Jahr in das Kloster ein, das unter der Leitung von Martin Gerbert stand. Noch als Novize unterrichtete er an der Klosterschule in Philosophie. Im Alter von 25 Jahren legte er das Gelübde ab und wurde zum Professor der Mathematik, Diplomatik und Numismatik ernannt.
Nach der Priesterweihe 1785 in Konstanz erhielt er den Lehrstuhl der Kirchengeschichte und des Kirchenrecht an der Hochschule des Stifts. Um ungestört seinen Studien nachzugehen, ließ er sich weitgehend von den priesterlichen Pflichten befreien und durch unkonventionelle Mittel umging er diese auch weitmöglichst, um die 36000 Bände der Stiftsbibliothek zu durchforschen. Für die Germania Sacra sammelte er die Fakten zu den Bistümern Verden, Eichstätt und Augsburg. Der Band für das Bistum Verden konnte durch die Umstände der Zeit nicht mehr erscheinen. Nach dem überraschenden Tod des Nachfolger Gerberts, Mauritius Ribbele verfasste er für diesen die Trauerrede.
Für die nachfolgende Abtswahl kam er neben Berthold Rottler in Vorschlag. Rottler verlieh ihm die Propstei Gurtweil und später die Pfarrei Schluchsee, wo er sieben Jahre wirkte. Danach war er in der Propstei Wislikofen und nach der Aufhebung St. Blasiens wurde er am 14. Februar 1806 Pfarrer in Aarau, wo er sehr beliebt war und Freundschaften mit Ignaz Paul Vitalis Troxler, Heinrich Zschokke, Heinrich Sauerländer, Johannes Herzog, Friedrich Feer (dem Vater von Carl Feer-Herzog) und Johann Karl Fetzer fand. 1812 ernannte ihn der Bischof von Konstanz, Karl Theodor von Dalberg, zum Bischöflichen Kommissär. Er war ein Anhänger von Ignaz Heinrich von Wessenberg und trat wie dieser für Fortschritt und Reformen ein. 1814 bemühte er sich um die Pfarrei Zurzach, die er auch erhielt und bis zur Abtrennung der Schweiz vom Bistum Konstanz im Mai 1816 als Dekan am St. Verenastift innehatte.
Am 26. November 1816 tauschte er mit dem Pfarrer von Grafenhausen, der aus Klingnau stammte, die Pfarrstelle. Der mangelnde Austausch mit Gelehrten und fehlende Bibliotheken bewogen ihn am 28. November 1820, nach vier Jahren, zum Wechsel in die vakante Pfarrei in Pfaffenweiler. Hier besuchten ihn von Freiburg aus Theologiestudenten und gerne wäre er noch einmal Lehrer in Dogmatik geworden. Nach einem schweren Schlaganfall 1823 von dem er sich nicht mehr völlig erholte, verstarb er am 7. Dezember 1827 an Lungensucht.

## Schriften

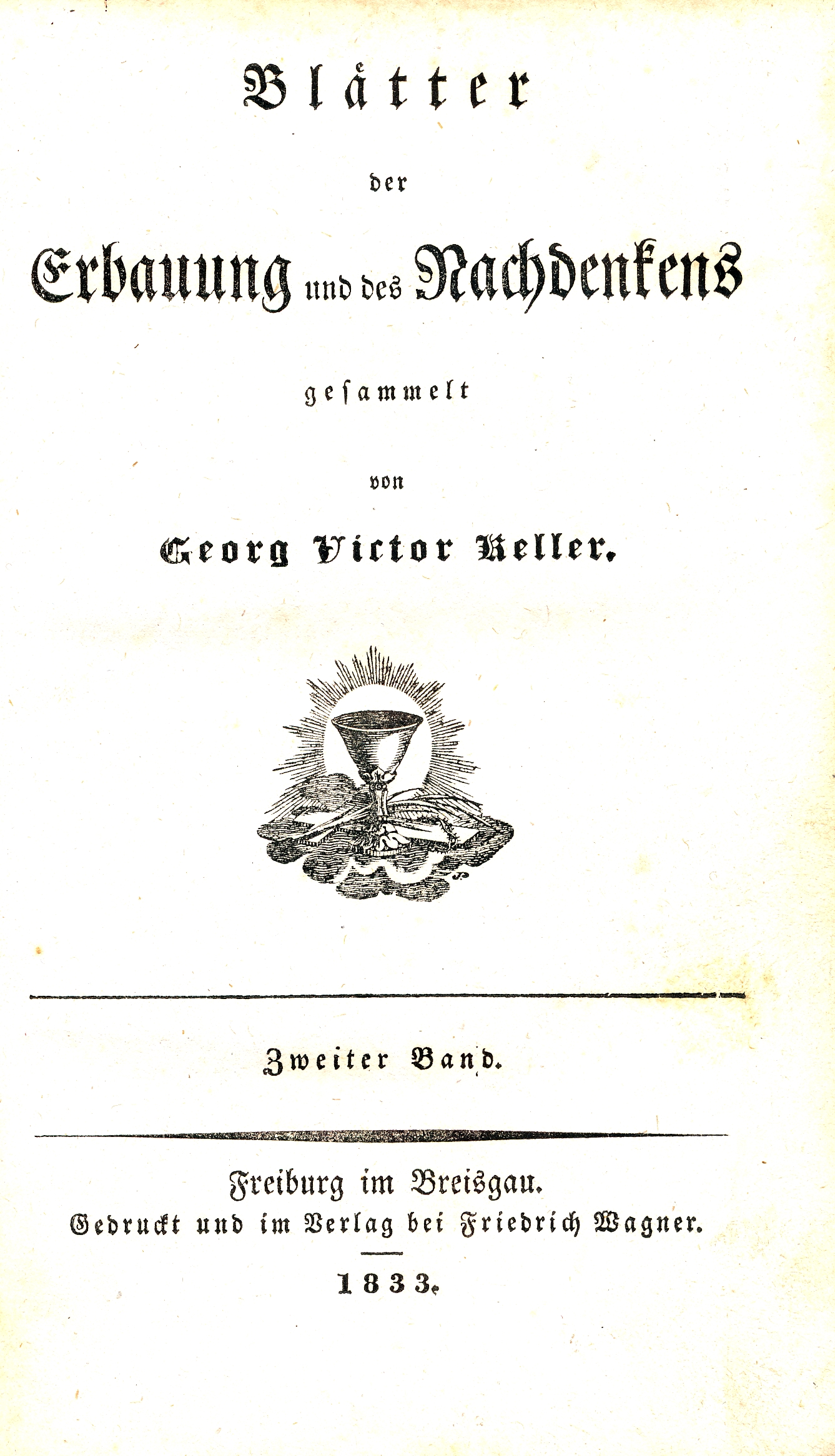
Blätter der Erbauung und des Nachdenkens, Freiburg im Breisgau 1833 (Titelseite)

- Ideale für alle Stände oder Sittenlehre in Bildern, Aarau, 1818
- Katholikon. Für alle unter jeder Form das eine, Aarau, 1824
- Aufsätze, In: Stunden der Andacht, Aarau, 1809 bis 1816
- Schutzschrift für den Bistumsverweser von Wessenberg
- Nachlaß (2 Bände, unvollendet), J. Barbisch (Hrsg.), Freiburg 1830
- Blätter der Erbauung und des Nachdenkens, Vier Bände, Freiburg, 1832 (2. Auflage 1854)